# Буркови
Бу́ркови (рос. Бурковы) — присілок у складі Свічинського району Кіровської області, Росія. Входить до складу Свічинського сільського поселення.
Населення становить 4 особи (2010, 22 у 2002).
Національний склад станом на 2002 рік — росіяни 95 %.